# Kontorhaus (Eckernförde)

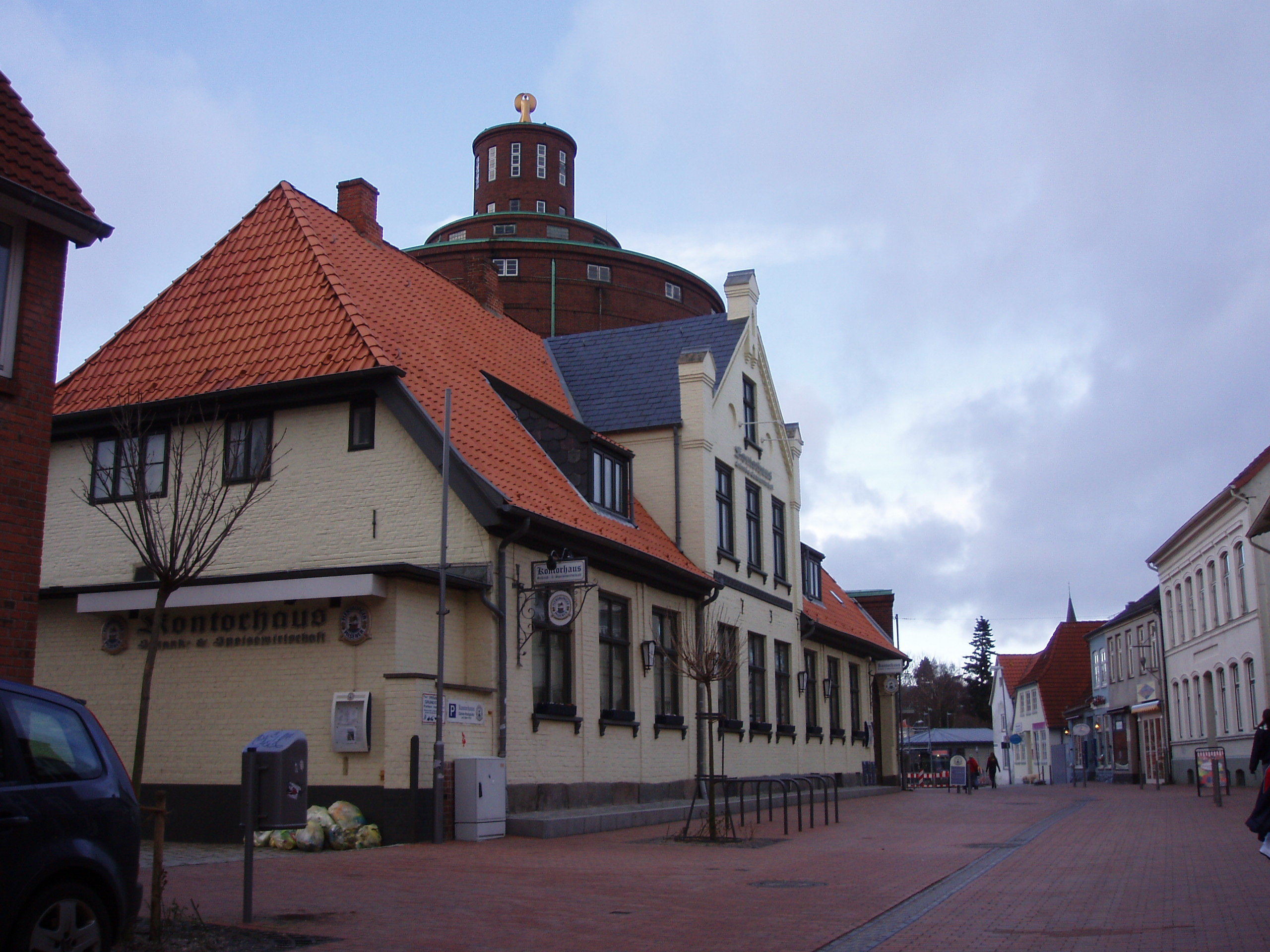
Kontorhaus in Eckernförde

Das Kontorhaus oder auch Kontorgebäude in der Frau-Clara-Straße 15 steht auf der Liste der Kulturdenkmale in Eckernförde (ObjektID 7283 des Landes Schleswig-Holstein).
In dem 1737 errichteten Gebäude hatte der damalige Bürgermeister Detlef Julius Thamm Wohnrecht. 1756 zog Bürgermeister Thomas Hinrich Classen mit Ehefrau, fünf Kindern und fünf Bediensteten in das Haus. 1797 wurde das Wohnrecht für die Bürgermeister in Eckernförde abgeschafft.
Ab 1803 bewohnte der Kaufmann und Bierbrauer Nicolai Grüning das Haus und betrieb als erster dort eine Gastwirtschaft. Danach wechselten Bewohner und Nutzer häufig.
1859 kaufte der Karbyer Kornkaufmann Detlef Peter Bruhn das Wohnhaus samt Grundstück, sowie das Stallgebäude, die Remise, die Geschirrkammer, den Hofplatz und den Garten mit Gartenhaus von der Stadt Eckernförde. Er gründete die Firma D. P. Bruhn. Sein Sohn Johann Behrend ließ das Haus 1868 zu einem stattlichen Kontor- und Wohnhaus renovieren. Innen wurden zum Beispiel Holzvertäfelungen mit aufwändigen Verzierungen angebracht.
Ab 1992 wurde das Gebäude wieder als Restaurant genutzt.  Heute wird in den Räumen eine Gastwirtschaft betrieben.